# Pawoł
Pawoł (IPA: 'pau̯ou̯) ist ein männlicher Vorname. Es ist die obersorbische Form des Namens Paul.
Weibliche Formen des Namens sind Pawla und Pawlina.
Für weitere Informationen zum Namen siehe den Hauptartikel Paul.

## Bekannte Namensträger
- Pawoł Grojlich (1908–1992), sorbischer Schriftsteller
- Pawoł Kmjeć (1916–1990), sorbischer Schriftsteller
- Pawoł Nedo (1908–1984), sorbischer Pädagoge und Ethnologe, von 1933 bis 1937 sowie von 1945 bis 1951 Vorsitzender der Domowina
- Pawoł Njek (1891–1944), sorbisch-deutscher Lehrer, Kommunist und Widerstandskämpfer gegen den Nationalsozialismus
- Pawoł Nowotny (1912–2010), sorbischer Lehrer, Literaturhistoriker und Volkskundler
- Pawoł Völkel (1931–1997), sorbischer Sorabist, Ersteller des sorbischen–deutschen Wörterbuchs Prawopisny słownik hornjoserbskeje rěče. Hornjoserbsko-němski słownik.
- Pawoł Wirt (1906–1946), sorbischer Sorabist, Begründer der sorbischen Sprachgeographie
- Jan Pawoł Nagel (1934–1997), sorbischer Komponist

## Künstlername
- Pawoł Hodźijski: Künstlername von Jurij Pilk (1858–1926), sorbischer Historiker, Heimatforscher, Musiker und Komponist.